# Qebehu
Qebehu (auch Kebehu, Qebeh, Kebeh, Qebehet, Kebehet) war die altägyptische Bezeichnung für verschiedene Örtlichkeiten sowie auch das Epitheton für Brutplätze der Zugvögel im Nildeltagewässer. Der Begriff „Qebehu“ kann dabei als „Wasserwort“ sowohl für irdische als auch für himmlische Wassergebiete jenseits des Sonnenweges benutzt werden. Obwohl Qebehu als alleinstehende Bezeichnung allgemein mit „Himmel“ oder „(kühlende) Gewässer (des Himmels)“ überliefert wird, ist eine wörtliche Übersetzung hinsichtlich der mythologischen Verwendung nicht möglich.
Die Schreibung des Begriffs „Qebehet“, der in der griechisch-römischen Zeit auch für die Göttin Qebehut benutzt wurde, geht höchstwahrscheinlich mit der veränderten Orthografie einher. In Weiterentwicklung der neuägyptischen Sprache ging das „w“ im auslautenden Vokal verloren, was im weiteren Verlauf dazu führte, dass neben der traditionellen Schreibweise „qbḤw“ später hauptsächlich die Bezeichnung „qbḤt“ Verwendung fand.

## Qebehu als Herkunftsort der Zugvögel
Der Ornithologe Richard Meinertzhagen veröffentlichte bereits 1930 zum Thema Zugvögel in Ägypten: „Die Zugvögel kommen vom Norden und Nordosten. Im Herbst erstreckt sich der Zuwanderungsstrom in Fortsetzung der Route von der Levante bis zu den Küstengebieten von Syrien, Palästina und der Nordküste der Sinai-Halbinsel. Der Weg führt die Zugvögel im Verlauf von der Sinai-Halbinsel zum ägyptischen Nildelta.“
Der Herkunftsort der Zugvögel wird wie im Alten Reich auch im Neuen Reich mit „aus dem fernen Qebehu kommend“ beschrieben. In der Vergangenheit gab es geographische Zuordnungsprobleme, da Otto Neugebauer den Papyrus Carlsberg 1 als Informationsgrundlage wählte und den Kommentar eines Kopisten nicht mit frühen Texten verglich, was zunächst zu einer falschen Verortung führte. Otto Neugebauer wies daher den „Westen“ als Brutplatz der Zugvögel aus und versuchte für seine Annahme eine astronomische Begründung zu finden: „Ihre Stätte reicht vom Nordwesten, wo die Sonne untergeht, bis zum Südosten, von wo sie kommt“.

Darstellung des Ba-Vogels

In einer späteren Veröffentlichung von Otto Neugebauer und Richard Anthony Parker kommentierten beide relativierend die offensichtlich verwirrenden Himmelsrichtungen im Papyrus Carlsberg 1: „Die Herkunft der Vögel wird von Nordwesten nach Südosten beschrieben. Wir können keine zuverlässliche Ordnung in der Topografie erkennen und lassen daher den Text für sich selbst sprechen, ohne einen Kommentar abzugeben.“
Die von Elmar Edel veranlasste Dokumentation von Berichten über die Qebehu-Zugvögel in den Jahreszeitenreliefs im Sonnenheiligtum des Niuserre verhalfen dem Nutbuch neben der Dekanlehre zu großer Bekanntheit, da die Aussagen des Nutbuches mit den Angaben der Jahreszeitenreliefs in Abusir literarisch nahe verwandt sind. Eine weitere Verbindung ergibt sich zum Reisebericht des Wenamun, in welchem die Zugvögel ebenso erwähnt werden.
Schließlich fällt auch die Übereinstimmung mit den sieben königlichen Hymnen im Papyrus pTurin CG 54031 auf. Elmar Edel, der sich bei seiner Analyse auf ältere Texte stützte, bemerkte wie später auch Alexandra von Lieven die abweichende Lesung. Das Herkunftsgebiet konnte so zweifelsfrei mit „Nordwesten bis Nordosten“ nachgewiesen werden:
| Sethos-Schrift im Nutbuch (Zeilen 73 bis 84) | Version vom Papyrus Carlsberg 1 (Zeilen 73 bis 84) |
| --- | --- |
| 73 Die Beschaffenheit der Vögel: Ihre Gesichter sind menschlich, 74 während ihre Gestalt die von Vögeln ist. 75 Jeder spricht zu seinen Genossen in menschlicher Sprache. 76 Gekommen, um in den Sümpfen Gemüse zu essen, 77 lassen sie sich unter dem Licht des Himmels nieder. 78 Sie verwandeln sich in ihre Vogelgestalt. 79 Ihr Nistplatz ist im Land Qebehu, 80 das Qebehu der Götter, woher die Vögel kommen. 81 (Die Nistplätze) erstrecken sich von der nordwestlichen Seite 82 bis zur nordöstlichen Seite. 83 Es ist offen zur Duat hin, 83 die sich auf ihrer nördlichen Seite befindet. 84 Nuts Hinterteil im Osten, ihr Kopf im Westen. | 73 Was die Vögel angeht: Ihr Kopf ist der von Menschen, 74 ihre Gestalt als […]. 75 Jeder unter ihnen spricht in menschlicher Sprache. 76 Die Vögel, die nach Ägypten kommen, 76 um das Gemüse des Feldes zu essen, 76 in allen Sumpfgebieten des Landes. 77 […] denn die Bas der […] platzieren sich, 78 Die [Skarabäen ?] verwandeln sich in Vogelgestalt. 79 Das Nest entsteht in Qebehu 80 Der Platz […] ist dort, woher die Vögel kommen. 81 Die Vögel entstehen auf Nuts nordwestlichen Seite. 82 Der Ort, an dem sie sich befinden, 82 erstreckt sich bis zur südöstlichen Seite des Himmels. 83 Der Ort, an dem sich die geschützten Bas befinden, 83 ist auf ihrer nördlichen Seite zur Duat offen. 83 Wenn der Name des Ortes gesagt wird, so deshalb, 83 weil dort die geschützten und verdammten Bas sind 83 und (Re) dich zu diesem Platz geleiten wird. 84 Wenn die Orte des Hinterteils und des Kopfes 84 in Ost und West gesagt werden, so deshalb, weil […]. |
Unter Bezugnahme auf das Aussehen des Ba in Verbindung der „Vögel aus Qebehu“ ist der hergestellte Zusammenhang von Zugvögeln mit der Ba-Seele als Gleichsetzung mit den Ba-Vögeln sehr wahrscheinlich, da sie periodisch nach Ägypten wiederkehrten. Die Erwähnung der Nahrung hat Parallelen zu den Bas in der Flammeninsel der 56. Szene im Pfortenbuch, die dort das Kraut/Gemüse (semu) ebenfalls als Verpflegung bekommen.
Zwischen den früheren Texten und den späteren Kommentaren der Papyrus Carlsberg 1 vollzieht sich die geistesgeschichtliche Verlegung der Duat vom Norden in den Westen. Daraus ergibt sich der Befund, dass der Kommentator des Papyrus Carlsberg 1 neue theologische Konzepte in die alten Lehren einbaute, die bereits im Mittleren Reich greifbar wurden.

## Qebehu als Landesbezeichnung
In Verbindung mit dem Oberbegriff Qebehu (auch Qebehui, Kebehui) traten mit Einführung des Totenbuchs im Neuen Reich und dem neuen Weltbildverständnis vermehrt die Identifikationen von Qebehu-Horus mit dem Nildelta und von Qebehu-Seth mit der südlichen Landeshälfte auf. Ergänzend wurden mit „Qebehu-Horus“ und „Qebehu-Seth“ die nördlichsten beziehungsweise südlichsten Grenzbezirke Ägyptens tituliert.
In Übereinstimmung mit frühen Texten zählten die Altägypter den Nordosten sowie den Nordwesten zu den „Gewässern des Horus“ und den Südosten sowie Südwesten zu den „Gewässern des Seth“, wobei die Bewohner der „Gewässer des Horus“ und der „Gewässer des Seth“ seit der frühdynastischen Zeit auch das Synonym „Kiebitzvolk“ beziehungsweise „Patvolk“ trugen.

## Qebehu als Ort der Himmelsgewässer

### Altes Reich
Im Alten Reich wurde Qebehu als über der Göttin Nut liegende Region sowie als „geballte Finsternis“ und „oberer Himmel des Nun“ verstanden, dessen Bereich nach dem Verlassen der Randzone „Rücken der Nut“ beginnt. In dieser Ur-Finsternis befinden sich weder Sterne noch andere Himmelskörper, sondern das Nichts, in welchem einzig „die Urgewässer des Nun“ beheimatet sind. Der Himmel selbst befand sich nach altägyptischer Vorstellung am Leib der Himmelsgöttin Nut, die sich auf Fingerspitzen und Füße gestützt bogenförmig über die Erde beugte.
Anhand von Berichten in den Pyramidentexten wurden Versuche einer Lokalisierung in himmlischen Bereichen vorgenommen, wobei Rolf Krauss eine Verbindung zum Südhimmel sieht. Die Argumente für den Südhimmel stehen jedoch auf einer beleglosen Grundlage, da die entsprechenden Pyramidentexte keine genaue Ortslage schildern, sondern nur allgemein den Himmel erwähnen. Schlussfolgerungen der Historiker haben daher den Charakter von Hilfshypothesen.
Historische Versuche, Qebehu mit der Umgebung von Nut zu identifizieren, widersprechen den Ortsangaben im Nutbuch, da Qebehu nur für die nördlichen Regionen benannt wird. Im Süden und Südosten liegt dagegen die Reteh-qabet. Nach den Schilderungen von Qebehu, das in der Urfinsternis liegt, muss es sich augenscheinlich um einen Ort am Rand der Keku-semau handeln. Ob diese Lokalität in Ägypten selbst oder außerhalb des Landes liegt, wird nicht näher erwähnt, weshalb eine genaue Ortung nicht möglich ist.
Der Verweis auf die Duat ist problematisch, da einerseits vom Norden und andererseits vom Westen die Rede ist. Verortungen von Qebehu mit der Duat erscheinen unmöglich, da in diesem Kontext nur vom Gebiet des Nordens gesprochen wird und der Kommentator des Papyrus Carlsberg 1 die Region in den Westen verlagern möchte. Eine zusätzliche Schwierigkeit stellt die Lage der Duat selbst dar, die keinesfalls eindeutig ist. Bisherige Veröffentlichungen stellen nur Vermutungen ohne explizite Belege dar.

### Neues Reich
Im Neuen Reich wird Qebehu im Nutbuch als Region des Himmels und ebenfalls als Ort des Urgewässers Nun genannt. In Nuns Schöpfungsfunktion steht Qebehu als Ausdruck für die Geburts- und Wiedergeburtsvorbereitung in der „Sphäre, aus der alles Leben entsprang“ und in der die vier Himmelsrichtungen ihre Bedeutung verlieren, da es „der Ort ohne Richtungen ist“:
Das Nutbuch kann in dieser strittigen Frage die unterschiedlichen Konzepte näherbringen, da die Göttin Nut einerseits selbst der Himmel ist und der Eintritt in ihren Mund andererseits als nördlicher Eingang in die Duat bezeichnet wird. Das passt sehr gut zu den im Alten Reich vorgenommenen Ausrichtungen der Pyramiden und der damit verbundenen Bedeutung des Nordhimmels.